# Saint-Ouen-de-la-Cour
Saint-Ouen-de-la-Cour település Franciaországban, Orne megyében. Lakosainak száma 59 fő (2018. január 1.). Saint-Ouen-de-la-Cour Mauves-sur-Huisne, Colonard-Corubert, Eperrais, Saint-Martin-du-Vieux-Bellême és Sérigny községekkel határos.

## Népesség
A település népessége az elmúlt években az alábbi módon változott:
| Lakosok száma | 58   | 60   | 59   | 59   |
|               | 2013 | 2015 | 2017 | 2018 |